# 黄河路 (合肥)
黄河路，安徽省合肥市的一条东西向干道，得名自黄河。道路起于大圩镇境内的 003县道（老南淝河路），经南淝河路、天津路、上海路、北京路、包河大道、庐州大道后止于徽州大道。沿路有安徽体育运动职业技术学院、合肥市青年路小学教育集团黄河路小学、合肥市第四十六中学教育集团黄河路中学、十五里河公园、锦绣湖公园等。

## 轨道交通
- █ 5号线：黄河路站